# Distrikt Ihuayllo
Der Distrikt Ihuayllo (nicht mehr aktueller Name: Distrikt Huayllo) liegt in der Provinz Aymaraes in der Region Apurímac im zentralen Süden von Peru. Der Distrikt wurde am 12. Mai 1960 gegründet. Er besitzt eine Fläche von 72,8 km². Beim Zensus 2017 wurden 484 Einwohner gezählt. Im Jahr 1993 lag die Einwohnerzahl bei 591, im Jahr 2007 bei 634. Die Distriktverwaltung befindet sich in der 3139 m hoch gelegenen Ortschaft Ihuayllo mit 167 Einwohnern (Stand 2017). Ihuayllo liegt 18 km nördlich der Provinzhauptstadt Chalhuanca.

## Geographische Lage
Der Distrikt Ihuayllo liegt im Andenhochland am Ostufer des Río Chalhuanca zentral in der Provinz Aymaraes. Im Nordosten reicht der Distrikt bis zur Einmündung des Río Antabamba.
Der Distrikt Ihuayllo grenzt im Süden an den Distrikt Soraya, im Südwesten an den Distrikt Capaya, im Westen an den Distrikt Toraya, im Norden an den Distrikt Colcabamba sowie im Osten an den Distrikt Justo Apu Sahuaraura.